# Michael Tombros
Michael Tombros oder Michalis Tombros (griechisch Μιχάλης Τόμπρος, * 12. November 1889 in Athen; † 28. Mai 1974 ebenda) war ein griechischer Bildhauer.

## Leben und Werk
Tombros entstammte einer Bildhauerfamilie aus Korthi (60 m, ⊙) auf Andros. Von 1903 bis 1909 studierte er Bildhauerei und Zeichnen an der Hochschule der Bildenden Künste Athen. Seine Lehrer waren Georgios Broutos, Lazaros Soros, Alexandros Kaloudris und Dimitrios Geraniotis. 1910 eröffnete er in Athen ein Atelier, ging aber 1914 aufgrund eines Stipendiums der Stiftung Georgios Averoff nach Paris, um dort seine Studien an der Académie Julian fortzusetzen. Hier schloss er auch, neben der zu anderen Künstlern, Bekanntschaft mit dem Bildhauer Paul Landowski.
1919 kehrte er nach Athen zurück und übernahm eine Honorarprofessur für Skulptur an der Architekturfakultät der dortigen Nationalen Technischen Universität, verlor diese jedoch 1923 aufgrund seiner Haltung zu einem geplanten Kriegsmuseum. Er lebte dann zeitweise, bis 1928, wieder in Paris, wo er in Kontakt mit der künstlerischen Avantgarde kam, und unternahm Reisen, u. a. nach Olympia, um dort die Tempelstatuen des Zeustempel (Zeus-Statue des Phidias) und die des Paris zu studieren. 1933 bis 1934 gab er das avantgardistische Kunstmagazin XXè Siècle heraus, in dem auch Beiträge von Le Corbusier, Fernand Léger und Christian Zervos erschienen.
Durch Intervention des Metaxas-Regimes erlangte er 1938 die Professur für Bildhauerei an der Hochschule der Bildenden Künste Athen. Hier lehrte er bis 1960 und war von 1957 bis 1959 auch deren Direktor. Er vertrat Griechenland, ebenfalls auf Betreiben Metaxas, auf der Biennale von Venedig 1938, auf der er bereits 1934 ausgestellt hatte sowie später noch einmal im Jahr 1956. Auf der Biennale von São Paulo war er 1955 vertreten. Bereits 1959 wurde eine große Retrospektive in Athen organisiert, 1972 eine zweite. 1967 wurde er von der Akademie von Athen mit einer Medaille geehrt und 1968 als ordentliches Mitglied zugewählt.
Tombros’ Werke orientierten sich anfangs an der klassischen Kunst. Er arbeitete in Marmor, Bronze, Gips oder Ton. Später näherten sie sich immer mehr der modernen Kunst, beeinflusst durch den französischen Bildhauer Aristide Maillol, mit anthropozentrischen, vor allem der weiblichen, Formen, während seine Auftragsarbeiten weiterhin akademisch gestaltet sind. Tombros arbeitete auch mit dem bekannten griechischen Maler Nikos Chatzikyriakos-Ghikas zusammen.
Als Auftragsarbeiten schuf er zahlreiche Kriegsdenkmäler und Denkmäler zu Nationalhelden. Eines seiner bekanntesten Werke ist die Reiterstatue des Freiheitskämpfers Georgios Karaiskakis in Athen. Werke des Künstlers sind unter anderem auch auf seiner Heimatinsel Andros zu sehen, für dessen Museum für zeitgenössische Kunst 1979 zahlreiche Werke gestiftet wurden.